# Sotto la città
Sotto la città (Mýrin) è un romanzo giallo dello scrittore islandese Arnaldur Indriðason, il terzo della serie del commissario Erlendur Sveinsson della polizia di Reykjavík e il primo a essere tradotto e pubblicato in Italia nel 2005.
Il libro ha vinto il Glasnyckeln, edizione 2002 .

## Trama
Erlendur Sveinsson viene chiamato sul luogo dell'omicidio di un uomo di 69 anni, Holberg, ucciso nel suo appartamento seminterrato nel quartiere di Norðurmýri a Reykjavík. I vicini di casa non hanno udito nulla. Nel frattempo Eva Lind, la figlia di Erlendur che sta cercando di uscire dalla tossicodipendenza perché incinta, gli chiede di indagare sulla scomparsa di Dísa Rós, una conoscente della madre, durante il banchetto per le proprie nozze. Erlendur si reca a casa dei genitori della ragazza a Garðabær; i due non si spiegano come la figlia sia potuta scomparire, ma il poliziotto trova un biglietto scritto da lei, “Lui è un mostro cosa ho fatto”.
Durante una perquisizione a casa del defunto Holberg, la polizia trova la foto della tomba di una bambina morta all'età di 4 anni. Erlendur scopre che la madre della piccola, una donna di nome Kolbrùn, aveva denunciato nel 1964 Holberg per stupro ma era stata trattata dalla polizia come una mistificatrice. Il poliziotto che aveva raccolto la sua deposizione, Rúnar, era stato in seguito licenziato per negligenza, ma intanto Kolbrún si era tolta la vita dopo la morte della bambina nata dallo stupro, Audur.
Erlendur e Sigurður Oli si recano al carcere per trovare Elliði, l'uomo che era insieme a Holberg la sera in cui conobbe Kolbrún: da lui vengono a sapere che il morto si vantava di avere già violentato un'altra donna in precedenza, e inoltre che sua sorella era morta da bambina per una malattia genetica.
Intanto Eva Lind si trasferisce a casa del padre perché ha deciso di tenere il bambino e ha bisogno di una vita meno sregolata. Erlendur decide di far riesumare il cadavere della piccola Audur per un'autopsia, vuole sapere se la patologia che l'ha uccisa è la stessa della sorella di Holberg, perché sul corpo della vittima è stato trovato un messaggio che la polizia non ha rivelato alla stampa; si tratta di tre parole, “Io sono Lui”.
L'autopsia di Audur comporta una sorpresa: il cervello della bambina è stato asportato dalla scatola cranica. I poliziotti scoprono che la foto della tomba ritrovata a casa del defunto Holberg è stata scattata da Gretar, un altro amico che era con lui la sera in cui conobbe Kolbrún. Gretar è scomparso nel nulla nel 1975.
Erlendur ritrova sua figlia Eva Lind in un locale pieno di tossicodipendenti insieme a Dísa Rós, la sposa scomparsa, e porta via entrambe con sé. Viene a sapere che la ragazza è fuggita via di casa perché non sopportava più le attenzioni particolari del padre, che da anni la costringe a rapporti intimi, persino il giorno del matrimonio.
Saputo che Holberg aveva fatto lavori idraulici nel sotterraneo di casa durante il fine settimana in cui era scomparso Gretar, Erlendur decide di scavare sotto i pavimenti. Come prevedeva, viene rinvenuto il cadavere dello scomparso Gretar che ricattava l'ex amico con la storia dello stupro. Nel frattempo una donna della squadra investigativa, l'agente Elínborg, riesce a rintracciare l'altra donna violentata da Holberg: dallo stupro è nato anche in questo caso un figlio, Einar, che lavora all'istituto islandese per la genetica; siccome la figlia di Einar è morta di neurofibromatosi, ha consultato gli archivi e scoperto di non essere figlio del marito di sua madre, bensì di un altro uomo. La madre è stata costretta a confessargli la violenza subita e la gravidanza.
La polizia ricerca Einar. Erlendur riesce infine a parlargli a tu per tu un attimo prima che l'uomo si spari un colpo al cuore per il disgusto di essere figlio di uno stupratore: confessa l'omicidio di Holberg, non era andato a conoscere il padre per ucciderlo ma è accaduto nel corso di una colluttazione.

## Protagonisti
Personaggi comuni alla serie
- Erlendur Sveinsson, 50 anni circa, tarchiato, capelli rossicci, commissario della polizia investigativa.
- Sigurður Oli, giovane poliziotto, di alta statura, ha studiato criminologia negli USA
- Elínborg, donna membro della squadra investigativa.
- Sindri Snær Erlendursson, figlio di Erlendur, ha problemi di dipendenza dall'alcol.
- Eva Lind Erlendursdóttir, figlia di Erlendur, ha problemi di tossicodipendenza.
- Marion Briem, poliziotto in pensione, è stata il superiore di Erlendur al suo ingresso nella polizia investigativa. A suo tempo collaborò alle indagini sullo stupro di Kolbrún. Dotata di una memoria fortissima, ricorda ancora tutti i casi su cui ha indagato.

Personaggi del romanzo “Sotto la città”
- Holberg, 59 anni, la vittima.
- Dísa Rós, giovane di Garðabær che ha fatto perdere le sue tracce il giorno del matrimonio.
- Kolbrún, nata nel 1934, violentata nel 1964 da Holberg.
- Audur Kolbrúnardottir, figlia di Kolbrún morta a 4 anni di tumore.
- Rúnar, anziano ex poliziotto licenziato per molestie sessuali.
- Elliði, carcerato, ex amico di Holberg.
- Gretar, ex amico di Holberg, scomparso nel nulla del 1975 durante le festività per l'anniversario dell'indipendenza dell'Islanda.
- Elín, sorella della defunta Kolbrún e zia della piccola Audur.
- Kristin, donna violentata da Holberg nel 1961.
- Einar, terzo figlio di Kristin.

## Critica
L'autore ha tratto l'idea di un romanzo giallo da ambientare nel mondo della genetica direttamente dalla cronaca e dalla storia della medicina. A partire dal 2006 infatti l'Islanda è stata teatro di un vasto esperimento genetico servito da preludio al programma di sequenzializzazione del genoma umano. Il direttore della deCODE di Reykjavík, Kari Stefansson, partì dalla considerazione che la relativa omogeneità della popolazione di un'isola che conta solo 275.000 abitanti avrebbe permesso di investigare i fattori genetici delle malattie: quasi tutti gli islandesi hanno antenati comuni dal momento che discendono da qualche centinaio di vichinghi e popolazioni di origine celtica arrivati 1200 anni fa; l'80% della popolazione è presente negli alberi genealogici familiari e il servizio sanitario nazionale istituito nel 1915 conserva registrazione di una quantità di dati medici.
Tra le 25 patologie investigate da DeCODE ci sono sclerosi multipla, psoriasi, aneurisma dell'aorta, alcolismo e obesità.

## Edizioni
- Arnaldur Indriðason, Sotto la città, traduzione di Silvia Cosimini, Narratori della fenice, Parma, Guanda, 2005, ISBN 88-8246-786-4.
- Arnaldur Indriðason, Sotto la città, collana Mistery, TEA, 2012,  p. 274, ISBN 978-8850229758.